# Musculus quadratus plantae
De musculus quadratus plantae is een skeletspier in de tweede laag van de voetzool die helpt bij buigen van de vier kleine tenen in samenwerking met de musculus flexor digitorum longus en de musculus flexor digitorum brevis.  Het is een van de weinige spieren in de voet zonder een homologon in de hand.